# La Primavera (Sonora)
La Primavera es una ranchería del municipio de Caborca ubicada en el noroeste del estado mexicano de Sonora, en la zona del desierto de Sonora. Según los datos del Censo de Población y Vivienda realizado en 2020 por el Instituto Nacional de Estadística y Geografía (INEGI), La Primavera tiene un total de 294 habitantes.

## Geografía
La Primavera se sitúa en las coordenadas geográficas 30°29'53" de latitud norte y 112°19'20" de longitud oeste del meridiano de Greenwich, a una elevación de 240 metros sobre el nivel del mar.